# Nii Plange
Nii Adamah Plange (ur. 26 czerwca 1989 w Akrze) – urodzony w Ghanie reprezentant Burkina Faso, od 2017 roku grający w klubie CD Nacional. Występuje na pozycji napastnika.

## Kariera klubowa
Plange karierę rozpoczął w Ghanie, w klubie o nazwie Feyenoord Ghana, który jest filią holenderskiego zespołu z Rotterdamu. Następnie przeniósł się do ASEC Mimosas z Wybrzeża kości Słoniowej, by po kilku miesiącach wrócić do poprzedniego zespołu. Występował także w ASFA Yennenga, by latem 2012 roku trafić do Portugalskiego Sporting CP. W sezonie 2012−2013 występował jednak głównie w klubowych rezerwach. Latem 2013 roku stał się zawodnikiem Vitória SC. W latach 2015–2017 grał w klubie Académica Coimbra, a następnie trafił do CD Nacional.

## Kariera reprezentacyjna
Plange w reprezentacji Burkiny Faso zadebiutował 10 sierpnia 2011 roku w towarzyskim meczu przeciwko RPA.